# Bandiera della Repubblica del Congo
La bandiera della Repubblica del Congo mostra i tipici colori panafricani e trae origine dalla bandiera etiope. È composta da una banda diagonale gialla che divide la bandiera in due triangoli; verde quello dal lato del pennone e rosso quello al vento. Adottata nel 1959 per sostituire il tricolore francese, fu bandiera ufficiale della Repubblica fino al 1970, quando venne instaurata la Repubblica Popolare del Congo. Il nuovo regime adottò una bandiera rossa con l'emblema della repubblica popolare nel cantone. In seguito al collasso del regime socialista nel 1991, il governo riadottò la bandiera precedente che tuttora rappresenta la nazione.

## Bandiere storiche

Bandiera del Regno del Congo (XVII sec.)
Bandiera del Congo francese (1880-1960)
Bandiera proposta, ma mai adottata, per il Congo francese (1959)
Bandiera della Repubblica del Congo (1960-1970)
Bandiera della Repubblica Popolare del Congo (1970-1991)
Bandiera delle Forze Armate della Repubblica Popolare del Congo (1970-1992)